# Youri Melikhov
Youri Afanassiévitch Melikhov (russe : Юрий Афанасьевич Мелихов), né le 1er avril 1937 à Léningrad (actuelle Saint-Pétersbourg), mort en février 2000 ou en 2001, était un coureur cycliste soviétique russe. Vainqueur de la Course de la Paix en 1961, 2e l'année suivante, il fit partie en 1963 de la première équipe soviétique à venir en France disputer le Tour de l'Avenir. Sprinter et rouleur puissant, il remportait trois étapes dans la jeune compétition française.

## Biographie
Originaire de Léningrad, Youri Melikhov fit en 1954 ses débuts cyclistes sur piste, avant de se consacrer uniquement à la route. Il avait auparavant pratiqué d'autres sports tels le football et l'aviron. D'un gabarit puissant, 1,75 m pour 76 kg, c'était un homme de plaine et de vent plus qu'un escaladeur. Il mit souvent son talent au service de l'équipe soviétique. C'est à ce titre qu'il obtient aux Jeux olympiques de Rome la médaille de bronze de l'épreuve des 100 km contre-la-montre par équipes. La venue de l'équipe soviétique au Tour de l'Avenir 1963 suscita espoir et déception. L'espoir de voir régulièrement des coureurs soviétiques dans les grandes compétitions occidentales était conditionné par les Soviétiques à la réciproque de la part des pays occidentaux, la France ici en particulier, qui continuait une politique restrictive envers la Course de la Paix et au raccourcissement du kilométrages des étapes. Le comportement des coureurs soviétiques en grande montagne, peu habitués à ce genre de difficultés dans les plaines russes, n'incitait pas ceux-ci à renouveler une expérience qui les désavantageait. Youri Melikhov, quant à lui, démontra une nouvelle fois ses qualités de finisseur et sa prestation sur la fin de ce Tour de l'Avenir montrait un niveau égal ou supérieur à l'élite des amateurs occidentaux.

## Palmarès

### Palmarès année par année
- 1958
  -  Championnat d'URSS par équipes (avec Viktor Kapitonov, Anatoli Tcherepovitch et Evgeni Klevtzov)[4]
  - 6e, 9e et 10e étapes du Tour d'Égypte[5]
- 1959
  - 1re étape de la Course de la Paix[6]
  - 3 étapes du Tour de Sotchi
  - 2e du Tour de Sotchi[7]
- 1960
  -  3e du contre-la-montre par équipes aux Jeux olympiques de Rome (avec Viktor Kapitonov, Evgeni Klevtzov et Alexeï Petrov)
  - 4e de la course en ligne des Jeux olympiques de Rome
  - 4e du championnat du monde amateur sur route
- 1961
  -  Champion d'URSS sur route
  - Course de la Paix :
    - Classement général
    - 2e, 4ea (contre-la-montre par équipes) 5e, 9eb, 12e et 13e étapes[6]
- 1962
  - 3e et 4e étapes du Tour du Saint-Laurent
  - 11e étape de la Course de la Paix (contre-la-montre par équipes)
  - 2e de la Course de la Paix[6]
- 1963
  - Grand Prix de Moscou
  - 2e, 11e et 13e étapes du Tour de l'Avenir[8]
  -  3e du championnat du monde du contre-la-montre par équipes (avec Viktor Kapitonov, Anatoli Olizarenko et Gainan Saidschushin)
- 1964
  - 5e du contre-la-montre par équipes aux Jeux olympiques de Tokyo (avec Anatoli Olizarenko, Alexeï Petrov et Gainan Saidschushin)
- 1965
  - 9e et 10eb étapes de la Course de la Paix[6]
  - 3e, 5e (contre-la-montre par équipes) et 12e étapes du Tour de Yougoslavie

### Autres résultats
- 1958
  - 5e du Tour d'Égypte
- 1959
  - 7e de la Course de la Paix
- 1961
  - 56e du championnat du monde amateur sur route
- 1962
  - 8e du Tour du Saint-Laurent
  - 57e du championnat du monde amateur sur route
- 1963
  - 22e du championnat du monde amateur sur route
  - 49e du Tour de l'Avenir
- 1964
  - 60e de la course en ligne des Jeux olympiques de Tokyo
  - 60e du championnat du monde amateur sur route
- 1965
  - 45e de la Course de la Paix
  - 51e du championnat du monde amateur sur route

### Distinction
1960 : Maître émérite des sports (cyclisme) de l'Union soviétique.